# Walk of Game
Walk of Game var et område i Sony Metreon i San Francisco, Californien, hvor store computerspilbedrifter blev anerkendt og æret. Priserne var valgt gennem en månedlang afstemning i oktober på internettet. De fire bedste spil og figurer blev valgt, sammen med to udviklere, og tildeles en permanent stjerne. Det var tiltænkt som modstykket til Hollywoods Walk of Fame. Men Walk of Game modtog ikke den samme presseopmærksomhed.
I februar 2006 solgte Sony Metreon til Westfield Group, og Walk of Game blev aldrig opdateret. I 2012 blev Walk of Game omdannet til en Target-butik og Walk of Game blev fjernet.

## Priser
|                             | 2005                                       | 2006                                                 |
| --------------------------- | ------------------------------------------ | ---------------------------------------------------- |
| Game/Character Awards       | - Mario - Link - Sonic the Hedgehog - Halo | - StarCraft - Lara Croft - Final Fantasy - EverQuest |
| Lifetime Achievement Awards | - Shigeru Miyamoto - Nolan Bushnell        | - Sid Meier - John Carmack                           |

## Fodnoter
1. ↑  Walk of Game; about. Retrieved 2006-04-18.